# Кід Каплан
Луїс Каплан (15 жовтня 1901, Київ — 26 жовтня 1970, Норвіч, США), більш відомий як Кід Каплан (англ. Kid Kaplan) — американський боксер-професіонал українського походження, чемпіон світу в напівлегкій вазі (1925—1926).

## Історія
Каплан і його родина емігрували до США із Російської імперії, коли йому було п'ять років, і оселилися в місті Меріден, штат Коннектикут. Луїс захопився боксом в підлітковому віці і почав тренування у спортивному клубі Lenox Athletic в Мерідені. Професіоналом став в 1919 році.
За перші чотири роки професійної кар'єри провів 50 боїв. Свої перші кілька поєдинків виступав під іменем Бенні Міллер, тому що прізвище Каплан не було відомим серед боксерів.
2 січня 1925 року в Медісон-сквер-гарден став чемпіоном світу в напівлегкій вазі, нокаутувавши у дев'ятому раунді Денні Крамера.
1926 відмовився від титулу чемпіона і перейшов у вищу вагову категорію.
Після поразки 1933 року в бою з Кокоа Кід закінчив свою боксерську карє'ру.
Помер 26 жовтня 1970 року в місті Норвіч.
2003 року Каплана було включено до Міжнародного залу боксерської слави (англ. International Boxing Hall of Fame).
В 1986 році Каплана, який був євреєм, було включено також до Міжнародної зали слави єврейського спорту.